# NGC 7828
NGC 7828 is een ringvormig sterrenstelsel in het sterrenbeeld Walvis. Het hemelobject werd in 1886 ontdekt door de Amerikaanse astronoom Francis Preserved Leavenworth.

## Synoniemen
- MCG -2-1-25
- VV 272
- Arp 144
- IRAS 00038-1341
- PGC 483